# Octanal
L'octanal, ou aldéhyde caprylique, est un composé organique de formule brute C8H16O qui fait partie de la famille des aldéhydes gras.

## Propriétés et usages
L'octanal se présente sous les conditions normales de température et de pression sous la forme d'un liquide incolore, à la forte odeur fruitée.
Il est utilisé dans l'industrie de la parfumerie et dans l'agroalimentaire pour obtenir des parfums de types jasmins, orange amère, rose ou néroli.

## Obtention
L'octanal est principalement obtenu par oxydation de l'octan-1-ol, par exemple par l'hypochlorite de sodium avec une catalyse au TEMPO.